# Македонски български апостолически викариат
Македонски български апостолически викариат (на латински: Apostolicus Vicariatus Macedoniaensis Bulgarorum или Vicariatum Apostolicum pro Bulgaris Catholicis Macedoniae) е апостолически викариат, една от двете епархии на Църквата на съединените с Рим българи, съществувала с център в Солун в Османската империя и след 1913 г. номинално в Гърция от 1883 до 1926 година.

## При епископ Лазар Младенов
След Берлинския договор от 1879 година, българите униати остават предимно в границите на Османската империя. На 12 юни 1883 г. като част от цялостната реорганизация на църковно-административната структура на Католическата църква на Балканите, Конгрегацията за разпространения на вярата разделя Македония и Тракия (Солунския и Одринския вилает) на две отделни в административното си управление епархии - викариати, подчинени на Цариградската българска архиепархия. Викариатът е поверен на отците лазаристи, които имат мисия в Солун от сто години. За апостолически викарий на Македонския викариат с център Солун е назначен титулярният саталски епископ лазарист Лазар Младенов от Банско, владика с богословско образование.
Според ръководителя на Солунската лазаристка мисия Аугусто Бонети в 1883 година в Македония има около 60 000 българи католици в седемдесет и пет селища, като само половината имат някакво свещенство. В 1885 година обаче друго изчисление дава 30 000 католици в 21 селища. Някои селища често сменят православието и католицизма според наличието на финансови ресурси и свещенство.
Лазаристите заедно с женското им разклонение викентинките, поддържат повечето учебни заведения и сиропиталища в униатските селища и на първо място Солунската българска семинария (1886 - 1914), която е единственото униатско средно училище и съответно основното учебно заведение във викариата. В 1892 година, за да са по-близо до униатското паство, повечето от отците лазаристи в Солун приемат източния обред.
При епископ Лазар Младенов униатството в Македония претърпява подем, макар дейността на българския католически епископ в Македонския викариат да е затруднявана от османските власти. През голяма част от епископството му в Македония, Лазар Младенов няма издаден берат и съответно разрешение от властите свободно да посещава енориите си и е принуден да стои в Солун. Така цариградският архиепископ Нил Изворов двамата му викарни епископи в Македония и Тракия са споменати за пръв път в Салнамето за 1889 г. (1306 г.), в което подведомствената област на Лазар Младенов е Солунският вилает, а той е титулуван „деспот“:
| „ | Selanik ve havalisi Bulgar Katoliklerin despotu Miladinos Efendi. | “ |

През 1881 г. българските униатски села и квартали в градовете получават правото на собствен кмет (мухтар) с печат с текст „българокатолически мухтар на...“, а архиепископ Нил Изворов получава правото да заседава в управителния съвет на Кукуш, а българите униати – правото да заседават според числеността им в местния меджлис.
В 1893 година епископ Лазар Младенов най-сетне получава берат и в същата година с ираде привилегиите на българския униатски епископ са потвърден и разширени – той получава правото да представлява униатите пред държавата по граждански и духовни дела, да заседава във вилетския и в казалийските съвети, да съди по католически духовни дела, отстъжда по духовни дела, по брачни въпроси, завещания и други. Така епископ Лазар получава правата на другите духовни глави в империята.

## При епископ Епифаний Шанов
В края на 1894 година епископ Младенов се връща временно към православието и на следната година на негово място е назначен ливийският епископ Епифаний Шанов – опитен в администрацията на викариата, дългогодишен наместник на епископ Лазар в Кукуш, а преди това – секретар на архиепископ Нил Изворов.
На 9 април 1899 година във викариата е основана общността на сестрите евхаристинки, изцяло българска монашеска религиозна общност, формирана по модела на сестрите викентинки. През 1892 г. евхаристинките пренасят центъра си в гевгелийското село Палюрци, закупено изцяло със средства на отец Йосиф Алоати. В Палюрци евхаристинките изграждат манастир, сиропиталище, ателиета за шев за момичета и земеделско училище за момчета. Бързо разкриват мисии в униатските селища Богданци (1900), Гевгели (1901), Пирава (1905), Стояково (1908) и Долни Тодорак (1911). В навечерието на Балканската война евхаристинките наброяват около 40 монахини, почти изключително македонски българки.
Подведомствената област на епархията при владичеството на епископ Епифаний Ливийски също е разширена, като вече включва не само Солунския, но и Битолския вилает. В Салнамето за 1895 г. (1313 г.), Епифаний носи титлата „владишки наместник“ и е признат новият обхват на викариата:
| „ | Selanik ve Manastır havalisi Despot vekili Epifaniyos Efendi. | “ |

В същата година архиепископ Нил Изворов се връща към православието и длъжността цариградски архиепископ и милет баши на българите католици остава вакантна до 1907 година. Салнамето от 1896 година обаче показва, че властите припознават като такъв епископ Епифаний и го титуловат:
| „ | Selanik ve Manastır havalisi serpiskoposu Epifaniyos Efendi. | “ |

Така македонският български униатски епископ е поставен по-високо от тракийския, като формулировката се запазва и през първото десетилетие на XX век. Викариатът обаче така и не успява да обхване и Скопски вилает, тъй като тук се сблъсква със съпротивата на Фулгенцие Царев, архиепископа на западнообредната Скопска архиепархия, който се опитва да разшири диоцеза си на юг, присъединявайки Битолския вилает и северните части на Солунския – Тиквешката каза. Така малобройните униати в Северна Македония остават без защита и юридическо представителство. В 1899 – 1900 година и Велешка каза е откъсната от Солунския вилает и съответно от викариата и придадена на Скопския и съответно на Скопската архиепархия.
През лятото на 1909 година Михаил Миров получава султански берат за български католически архиепископ (екзарх) и съответно милет баши в цялата империя. В съпровождащото берата ираде са споменати поименно двамата епископи за двата викариата - Михаил Петков за Тракия и Епифаний Шанов за Македония.
В навечерието на Балканската война викариатът обхваща 39 селища, в които има 27 енории и 36 свещеници – 26 мирски и 10 монаси лазаристи.

## Диоцез
В юрисдикцията на Македонския викариат спадат изцяло или частично 39 селища в 6 кази на Солунския вилает на Османската империя:

### Кукушко
От 1895 до 1909 година официално седалище на епископа е Солун, но реалният му център е град Кукуш. В края на XIX – началото на XX век е и сградата на епископията, към която има и параклис, изграден от лазаристите. В 1910 година историческият център на българското униатство става и официално епископска резиденция, а Солун остава формален център на викариата.
В града има две униатски църкви – катедралната „Света Богородица“ и манастирската „Свети Георги“ в едноименния женски манастир. Има мъжко и девическо униатско училища, а през юли 1885 г. в града е открита къщата на викентинките, наречена „Свети Йосиф“. Сестрите на милосърдието поддържат също и диспансер и аптека, които оказват помощ на всички нуждаещи се и предоставят безплатно лекарства в града и по селата. Диспансерът първоначално преглежда по 40 – 50 болни, а през 1901 г. по 20 – 30 души дневно. Във викентинското сиропиталище в 1896 г. учат 18 момичета, а през 1904 г. – 30 момичета и 12 момчета. Основен двигател на дейността на викентинките в града е сестра Мери де Порталес, пристигнала в Кукуш в 1885 година и починала там през ноември 1901 г.
През 1879 г. почти целият град е униатски – от 1050 български домакинства 1020 са униатски. След стабилизирането на положението на Българската екзархия обаче, значителна част от населението на града се връща към православието. През 1896 г. според епископ Епифаний униатите в града са около 500 домакинства. Фактът, че и двете големи църкви в града са на униатите, а за православните остава само малката „Свети Атанас“ предизвиква големи конфликти между двете общности – известно време се проповядва да няма бракосъчетания между „староверците“ и униатите, да не се купува от униатите, а владиката Епифаний един ден е гонен от тълпа жени с домати и картофи. Скоро обаче този конфликт заглъхва.
През лятото на 1898 година епископ Епифаний влиза в конфликт с част от паството си, в който се намесва и Екзархията. Епифаний предприема прибързани мерки пред властите и пред гражданите и недоволството срещу него се засилва. В края на септември 1898 година той отлъчва всички, които протестират против него, включително униатските общинари и някои свещеници. Така през август 1898 г. униатите са 303 домакинства с 1299 души в две от деветте махали – Новата махала и Ат пазар. През следващите месеци униатите намаляват до 213 домакинства със 700 души и накрая с епископ Епифаний остават само около 12 къщи с 27 души.
След няколко месеца обаче отново започва връщане на част от кукушани към унията. Към 1899 г. в града има 592 души българи униати, а в началото на 1900 г. – 74 домакинства. В 1907 година униатите са около 55 – 60 домакинства в една енория, но в 1911 година те са 110 домакинства с около 550 души.
В Кукушка каза униатите са в две нахии – градската и Карадаг. Българите в Кукушко са около 60 села от общо 142, като останалите са турски. При това 80% от българските се чифлици, собственост на богати турци и евреи. Българското население е притиснато от тежки данъци и висока престъпност – кражби, убийства, отвличания и потурчвания. Към 1879 г. изцяло или частично униатски са 32 български села в Кукушко, а на следната 1880 година – 36 села. С упадъка на униатството към края на века, броят има спада наполовина – според Васил Кънчов и Българското търговско агентство в Солун българските униатски села в Кукушка каза са 14, а населението в 8 от тях е разделено между униати и православни. Според епископ Епифаний в 1896 година в Кукушко има само 10 униатски села - 7 чисто униатски и 3 смесени - Грамадна, Морарци и Калиново. В 1899 - 1900 година - пика на антиуниатското движение - те са само 2 - Лельово и Михалево.
С началото на новия век, както и в Кукуш, започва известно съживяване на униатството. През есента на 1903 г. изцяло или частично униатски са 5 села – Морарци, Лельово, Михалево, Алексово и Ахчакклисе, което за пръв път приема унията. В 1904 г. епископ Епифаний отбелязва 11 униатски села. В 1907 г. те са 8 в 10 селски енории: Мутулово със 180 къщи; Долни Тодорак с 200 къщи; Горни Тодорак с 65 къщи; Раяново с 30 къщи, Алексово с 60 къщи, Калиново с 30 къщи, Михалево с 22 къщи и Бельово с 40 къщи. През 1910 година униатските села са 10, а в 1912 г. - 12, като само две са смесени с православни българи - Морарци и Мутулово.

### Гевгелийско и Дойранско
В Гевгели, макар към 1894 – 1896 година да няма католици, викариатът поддържа специална двуетажна сграда и параклис. В следващите години в града се появява само 1 униатска къща с 8 души (1897 – 1899), но в 1904 година, в резултат на усилената работа на лазаристите в гевгелийските села и поддържането на мисията, униатите в града вече са 90 души. Целта на лазаристите е Гевгели да стане втори униатски център като Кукуш.
В 1879 – 1894 г. униатски – изцяло или частично, са 10 села в Гевгелийска каза. Към края на века вече са 8 – Сехово, Шльопинци, Древено, Мойн, Милетково, Богородица, Богданци и Палюрци, а в 1897 г. 4 - Богданци, Мойн, Милетково и Палюрци. В началото на 1898 г. част от жителите на Стояково отново приемат унията и така униатските села са 5 до 1904 г., като в 1909 година изцяло униатско е само едно село. Център на униатството в Гевгелийско е Палюрци, чифлишко село, изкупено изляло от отец Йосиф Алоати и сестра Еврозия Алоати, в което евхаристинките отварят дом, сиропиталище и училище.
В Дойранско униатски от 1894 година са селата Пирава и Калково, но в 1910 – 1911 година Калково се връща към православието.

### Други кази
Трети голям български униатски център е Енидже Вардар. В 1894 година в града има 30-ина униатски семейства. След установяването на викентинките в града и активната им социална дейност, броят на униатите започва да се увеличава. В 1899 година българите униати в града са 320, а според епископ Епифаний в 1904 година броят им е 420. В началото на 1909 година има 25 униатски домакинства, а на следната 1910 г. още 159 домакинсква с чифлиците Киркалово, Тагармишево и Цигарево приемат унията. В средата на 1910 година българите униати в Енидже Вардар са около 600 души.
В Солунско българско униатско село е Юнчиите, а униати има и в самия град около гимназията Зейтинлъка.
Към 1899 година 80 българи униати има в Драма, които са под попечителство на лазаристката мисия в Кавала.
В Сярско в края на XIX век прави няколко обиколки лазариста отец Казимир Юпер, но среща съпротива от православните власти. В 1906 – 1907 година общо 130 души в казата – от Сяр, от Баница и от Дели Хасан приемат унията като защита от увеличаващия се гръцки натиск.
Около лазаристката мисия в Битоля също има българска униатска общност, която към 1899 г. е 5 домакинства с 30 души.
В Скопския вилает в 1899 година 6 униатски къщи има в Щип, а за кратко време унията приема и село Негрево. Униатството обаче не успява да постигне големи успехи във вилаета, тъй като той излиза извън диоцеза на викариата и в него има две стабилни български митрополии в Скопие и Велес.

### Български униатски селища[7]
| Номер | Име           | Каза          | Номер | Име          | Каза                 |
| ----- | ------------- | ------------- | ----- | ------------ | -------------------- |
| 1     | Солун         | Солунска каза | 21    | Стрезово     | Кукушка каза         |
| 2     | Юнчии         | Солунска каза | 22    | Междурек     | Кукушка каза         |
| 3     | Кукуш         | Кукушка каза  | 23    | Кушево       | Кукушка каза         |
| 4     | Михалево      | Кукушка каза  | 24    | Тодорово     | Кукушка каза         |
| 5     | Гавалянци     | Кукушка каза  | 25    | Даутли       | Кукушка каза         |
| 6     | Женско        | Кукушка каза  | 26    | Гевгели      | Гевгелийска каза     |
| 7     | Гърбошел      | Кукушка каза  | 27    | Стояково     | Гевгелийска каза     |
| 8     | Горни Тодорак | Кукушка каза  | 28    | Богданци     | Гевгелийска каза     |
| 9     | Долни Тодорак | Кукушка каза  | 29    | Гявато       | Гевгелийска каза     |
| 10    | Лелево        | Кукушка каза  | 30    | Сехово       | Гевгелийска каза     |
| 11    | Раяново       | Кукушка каза  | 31    | Моин         | Гевгелийска каза     |
| 12    | Алексово      | Кукушка каза  | 32    | Милетково    | Гевгелийска каза     |
| 13    | Постолар      | Кукушка каза  | 33    | Палюрци      | Гевгелийска каза     |
| 14    | Грамадна      | Кукушка каза  | 34    | Шльопинци    | Гевгелийска каза     |
| 15    | Морарци       | Кукушка каза  | 35    | Смол         | Гевгелийска каза     |
| 16    | Ново село     | Кукушка каза  | 36    | Пирава       | Дойранска каза       |
| 17    | Калиново      | Кукушка каза  | 37    | Балинци      | Дойранска каза       |
| 18    | Мотилово      | Кукушка каза  | 38    | Дели Хасан   | Сярска каза          |
| 19    | Коджамерлия   | Кукушка каза  | 39    | Ениджевардар | Ениджевардарска каза |
| 20    | Бейлери       | Кукушка каза  |       |              |                      |

## След Балканските войни

### Ликвидиране на викариата в Гърция и Сърбия
Междусъюзническата война слага край на Македонския и на Тракийския викариат. От Македонския само 6 униатски селища остават в Сърбия – Гевгели, Пирава, Стояково, Богданци, Моин и Палюрци, а останалите попадат в Гърция. Кукуш и 40 български села в Кукушко, 15 в Гевгелийско и 12 в Дойранско са изгорени, а тези от жителите му, които успяват да се спасят, бягат в България.
На 26 септември 1913 г. епископ Епифаний тръгва тръгва на обиколка из пострадалите райони на епархията си – Кукуш и малкото неопожарени униатски села. Във викентинското сиропиталище в Кукуш намира 200 жени и момичета, които са потърсили закрила под френския флаг на мисията, и които са увещавани от гръцкия владика Фотий Поленински да станат православни гърци. Епископ Епифаний успява да посети само Лельово и Долни Тодорак, където на 4 октомври е арестуван и върнат през Кукуш в Солун. Оплакванията му пред властите и консулите са безрезултатни и той остава в Солун не му е разрешено да напуска града.
Останалите униатите в селата Горни и Долни Тодорак, Лельово, Раяново, Междурек и Дели Хасан, Моин, Сехово и Смол са принудени да се обявят за православни гърци. Малки униатски ядра остават само в Енидже Вардар, в Солун и в Юнчиите. На 11 май 1914 г. по време на тържествената служба в чест на Св. св. Кирил и Методий в униатската църква „Св. св. Петър и Павел“ в Енидже Вардар войска и жандармерия от олтара арестуват свещениците Йероним Стамов, Атанас Бабаев и Траян Калинчанов заедно с тримата униатски учители и 22 миряни. 16 от тях начело със свещениците и учителите са затворени в Бер и обвинени в извършване на молебен за цар Фердинанд, служене на църковнославянски, преподаване на български и поддържане на връзки с ВМОРО. След три месеца Стамов е експулсиран в Сърбия, Траян Калинчинов е заточен в Солун, а на Бабаев е позволено да се върне в Енидже Вардар. Под силния натиск постепенно местните униати са принудени да сменят народността и вярата си.
По същото време гръцките власти арестуват българския униатски свещеник в Юнчиите и го отвеждат в Солун, а 30-ината български униатски семейства са записани като православни гърци. Епископ Епифаний пише протестно писмо до властите в Солун, но не получава отговор.
Така викариатът на гръцка територия е ликвидиран – остават единствено епископ Епифаний и няколко свещеници в Солун, които се задържат единствено поради закрилата от френското конслулство, но са все повече притискани от властите и пресата, която призовава за интернирането им.
Останалите в Сърбия униати също са принудени да сменят народността и вярата си. В Пирава 43 униатски семейства с един свещеник са принудени да се обявят за православни сърби. Църквата, гробището, манастира на евхаристинките и всички други църковни имоти са предадени на новосформираната православна църковна община. Пръснатите из различни селища бежанци от гръцката окупационна зона също са принудени да станат православни сърби. В периода 1913 – 1915 г. в сръбска Македония 222 католически семейства с около 1200 души, 12 свещеници и 28 монахини евхаристинки, предимно в Гевгели, Богданци, Стояково и Палюрци. Върху униатските благотворителни институции са наложени жестоки данъчни такси и полицейски ограничения.

### Македонските униати в България
От успелите да се спасят от разгрома на Кукуш и Кукушко българи униати, първата група, предимно от Лельово, начело със свещеника Атанас Иванов, след десетдневен изнурителен преход през Свети Врач, Горна Джумая, Депница и Самоков пристига в София. След тях пристигат оцелелите униати от Кукуш и Мутолово заедно със свещениците си. Те са настанени в сградата на католическото училище със съдействието на архиепископ Роберто Менини. Бежанците униати от Алексово, Грамадна, Морарци, Раяново и Рошлово се насочват към Струмишко, останало след войната в България. Настанени са в турското село Радово, чиито жители са избягали от него. Трета група униатски бежанци се настанява в Петрич, където в лишения прекарва зимата.
В София католиците дружеството на католиците от източен обред „Св. св. Кирил и Методий“, начело с Дончо Ангелов, А. Златарев, Атанас Диманин и Тенчо Папукчиев, се опитва да издейства учредяване на униатска енория със собствена църква и свещеник. На 10 те юни изпращат писмо до префекта на Конгрегацията за пропаганда на вярата в Рим кардинал Джироламо Мария Готи с молба за средства за храм. На 14 ноември до кардинал Готи пише и епископ Михаил, който акцентира върху нуждата от създаване на нова униатска епархия в България, като описва състоянието на енориите и лошото отношение на латинските свещеници. Инициативата пропада поради намесата на България в Първата световна война.
В Струмишко грижата за униатските бежанци е възложена от епископ Епифаний на отец Киприян. Тежкото положение и на униатските и на православните бежанци поражда притеснения от поява на прозелитизъм и у Православната и у Римокатолическата църква. Униатските бежанци са заселени в градовете Струмица и Петрич и в селата Радово, Нова махала, Гечерлия, Секирник и Банско, Дражево и Ключ – бивши изцяло или предимно турски села. Общо в деветте селища униатите са около 450 семейства с 2290 души.
На 29 април 1914 г. епископ Епифаний, на практика заложник в Солун, с писмо поверява паството си на грижите на тракийския викарий епископ Михаил Петков, успял да се спаси като бежанец в София. Решението му е потвърдено от Светия престол, който 29 май 1914 г. назначава епископ Михаил за временен администратор на униатите от Македонския викариат. Михаил Петков натоварва генералния си викарий Павел Христов да замине и поеме грижата за македонските бежанци. Междувременно в София пристига експулсираният от Сърбия свещеник Йероним Стамов, на когото епископ Михаил позволява да придружи Павел Христов и двамата заминават от София на 27 февруари 1915 година.
В някои от селата джамиите са превърнати в параклиси, които обслужват бежанците и униати и екзархисти. По молба на епископ Михаил българските власти, въпреки съпротивата на Екзархията и митрополит Герасим Струмишки, дават на униатите във владение джамиите в Петрич, Дражево и Ключ.
По данни на епископ Михаил към 16 юли 1914 г. останките от унищожените две епархии в Османската империя в България са 1076 семейства с около 5230 души в 31 енории или църковни общини и 39 свещеници – 26 мирски и 10 орденски – успенци и възкресенци.
След намесата на България в Първата световна война по заповед на военните власти Йероним Стамов и другите двама униатски свещеници са принудени да напуснат територията на Струмишки окръг, а Екзархията започва натиск за ликвидиране на униатството. Двамата униатски свещеници в Дражево и Ключ приемат православието. През януари 1916 г. бившите униати от новоосвободеното село Пирава подават молба заедно със свещеника си да минат в лоното на Екзархията и Светият синод удовлетволява желанието им. Герасим Струмишки предотвратява и пристигането в района на униатските свещеници Иван Николов и Атанас Бабаев.
След края на войната, отново се поставя въпросът за учредяване на униатска енория в София. По време на войната в 1916 година новопостроената румънска църква „Света Троица“ е поискана от македонските бежанци, но епископ Михаил е против. В крайна сметка през март 1918 година църквата е предоставена на униатите, а Иван Николов се обявява за енорийски свещеник. Така се появява конфликт между македонските униати, начело с Николов и епископ Михаил и генералния му викарий Павел Христов. На 15 август 1917 г. Елевтериос Венизелос амнистира интернираните на Наксос българи, включително и епископ Епифаний, но властите не му позволяват да напусне Атина дори и след капитулацията на България. След молба от архиепископ Михаил Миров до генерал Франше д'Епре и негово ходатайство пред гръцкото външно министерство, Епифаний е освободен на 16 март 1919 година. Пристигането му в София усложнява конфликта между представителите на двата викариата. На 23 юли епископ Епифаний заминава за Казанлък, а на 3 август 1919 година правителство отнема „Света Троица“ от македонските униати. И двамата епископи не са имали юрисдикция върху София, но изявяват такива претенци. Подобни претенции има и археипископ Миров от Цариград. Проблемът се усложнява и от различната идентичност на македонските и тракийските униати – лазаристите в Македония се придържат стриктно към източния обред, докато успенците и възкресенците в Тракия разглеждат унията само като стъпка за връщане към Римокатолическата църква и съответно тракийските свещеници са неженени, с богословско образование.
В 1921 година с проблема е натоварен епископ Исай Грацианополски, главен секретар на Конгрегацията за източните църкви. Пападопулос делегира управлението на униатите в България на Христофор Кондов, свещеник от Тракийския викариат, с когото са били енорийски свещеници в тракийското гръцко-българско село Лизгар.
На 27 май 1921 година умира епископ Михаил Петков. Епископ Епифаний Шанов пише до Светия престол да бъде освободен от длъжността на апостолически наместник на несъществуващия вече Македонски викариат и на 17 декември 1921 г. префектът на Конгрегацията за източните църкви кардинал Николо Марини го уведомява че папата е удовлетворил молбата му. На 15 август 1923 г. умира и архиепископ Михаил Миров. На 13 юни 1921 г., Светият престол назначава Христофор Кондов за „администратор на Тракийската епархия от източен обред“, с пълно право да я управлява“, като той е въздигнат в архимандрит. На 6 януари 1924 година обаче Кондов подава оставка и е заменен от архимандрит Йосафат Козаров. Йоасаф Козаров взима за помощник свещеник Стефан Куртев и използва за епархията си термините „Католическа митрополия от източен обред“ и „Апостолически викариат в България“, а на печета му пише „Българо-католическа епархия“. Реорганизацията на униатска епархия в България става неотложна. На 19 март 1925 г. Светият престол учредява апостолическа визитация в България и я поверява на архиепископ Анджело Джузепе Ронкали. Ронкали пристига в София на 25 април 1925 г. На 3 ноември умира архимандрит Козаров и на 4 декември Ронкали назначава за апостолически проадминистратор Стефан Куртев.
На 25 юли 1926 г., Светият престол назначава Стефан Куртев за титулярен бриулски епископ и той е ръкоположен на 5 декември в българската храма „Свети Климент“ в Рим. Новият епископ приема името Кирил. На 6 февруари 1927 година епископ Кирил Бриулски е интронизиран в новопостроения енорийски храм „Успение Богородично“ като епископ на Източнокатолическа митрополия.
На 12 март 1941 г. епископ Кирил подава оставка по здравословни причини и е наследен от възкресенеца Иван Гаруфалов, ръкоположен на 6 юли 1942 година за лаганийски епископ. Оттогава диоцезът носи името католическа екзархия.
Македонските униати доминират софийската униатска енория и създават две самостоятелни – в Ново Делчево, образувано от униати, изселили се от попадналото в 1919 г. в СХС Струмишко и в Куклен, в което се заселват долнотодорачани. В другите селища или се сливат с тракийските униати или отпадат от унията. Според видния изследовател на римокатолицизма в България Светлозар Елдъров:
| „ | Сливането на Македонския и Тракийския викариат в една църковно-административна единица и фаворизирането на тракийския клир се оказва пагубно за македонските униати. Тяхното схващане на унията предимно в политическия ѝ аспект ги прави твърде ревниви по отношение на църковно-административната автономия. Ликвидирането на Македонския викариат като самостоятелна структура лишава в техните очи униатството от най-привлекателната му черта и открива пътя за връщане към православието. | “ |